# 灰蓝裸鼻雀
灰蓝裸鼻雀（学名：Thraupis episcopus），是雀形目裸鼻雀科的一种鸟类。
灰蓝裸鼻雀体重约35克，翼长约87.3毫米，嘴峰长约14.2毫米，喙宽度约6.4毫米，喙厚度约6.7毫米，跗蹠长约22.3毫米，尾长约64毫米。灰蓝裸鼻雀在其分布区内为留鸟，其栖息在半开放的高大树木组成的森林中，食性为杂食性。

## 亚种
- ：分布于墨西哥东南部至委内瑞拉北部及珍珠群岛。
- ：分布于西巴拿马的加勒比海岸。
- ：分布于科伊瓦岛。
- ：分布于哥伦比亚极东至委内瑞拉东部及特立尼达岛。
- ：分布于多巴哥。
- ：分布于哥伦比亚西南部、厄瓜多尔西部和秘鲁西北部的太平洋沿岸地区。
- ：分布于哥伦比亚中部东安第斯山脉的东坡。
- ：分布于哥伦比亚东南部至玻利维亚极北部和巴西北部。
- ：分布于哥伦比亚东南部热带地区至秘鲁中部和西巴西亚马逊州。
- ：分布于圭亚那和巴西北部。
- ：分布于厄瓜多尔东南部和秘鲁北部。
- ：分布于秘鲁中部。
- ：分布于秘鲁东南部。[3]